# Bertrand Moulinet
Pour les articles homonymes, voir Moulinet.
Bertrand Moulinet (né le 6 janvier 1987 à Toulouse), est un marcheur athlétique français qui a participé aux Jeux Olympiques de Londres, terminant 8e du 20 km et 9e du 50 km dans la même semaine, améliorant ses records personnels par la même occasion. Il est licencié à l'Amiens UC.
Le 30 mars 2015, il est testé positif à la molécule FG-4592, un médicament stimulant la production endogène d'EPO. La Fédération française d'athlétisme le suspend pour quatre ans en juillet 2015.

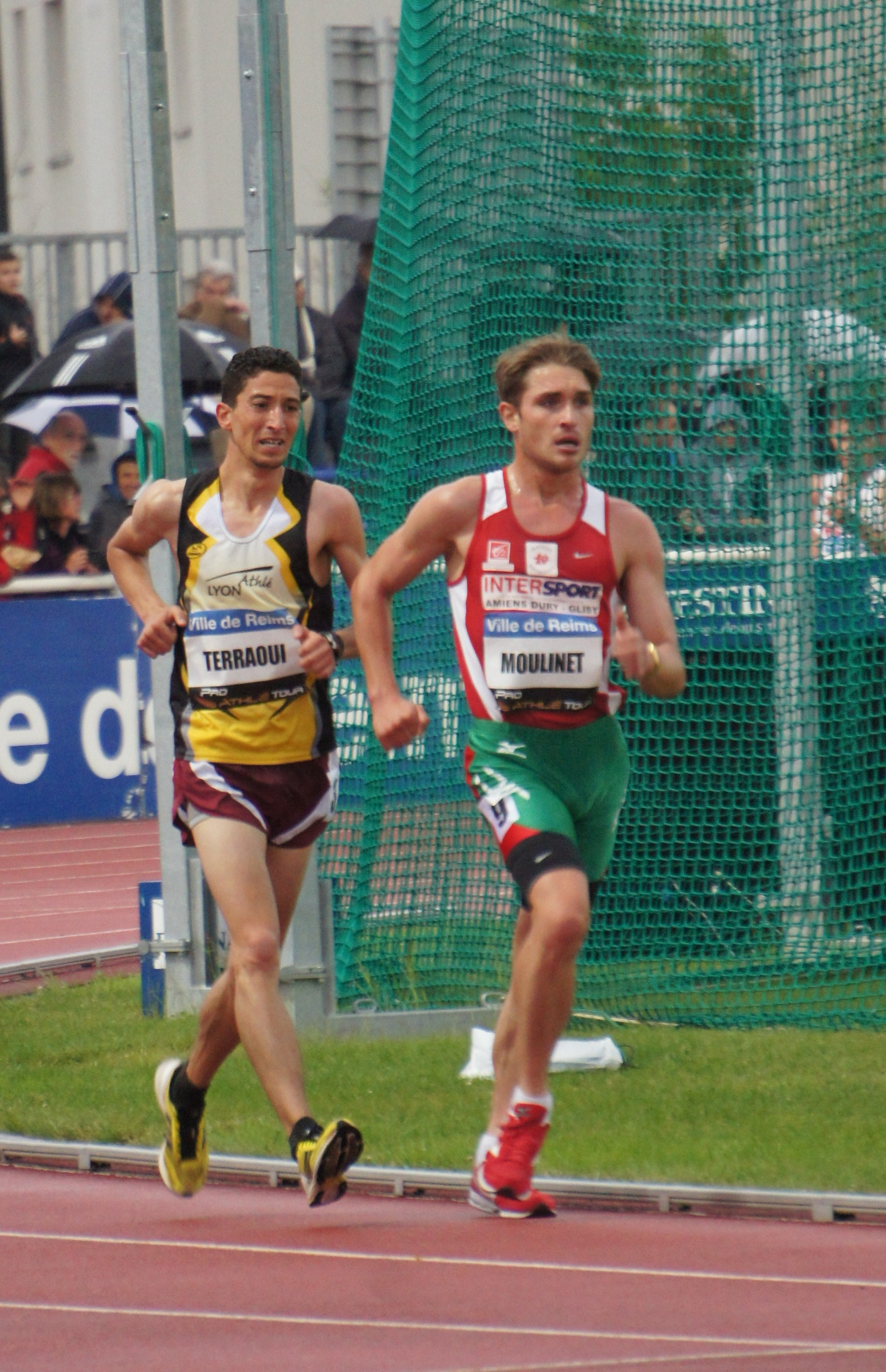
En plein effort, Reims 2013.

## Palmarès
- 8e du 20 km Marche des Jeux Olympiques en 1 h 20 min 12 s (le 04/08/2012 à Londres).
- 9e du 50 km Marche des Jeux Olympiques en 3 h 45 min 35 s (le 11/08/2012 à Londres).
- Champion de France du 20 km Marche en 1 h 21 min 42 s (Record du Championnat de France).
- 8e du Championnat d'Europe Espoirs en 1 h 25 min 30 s (le 18/07/2009 à Kaunas, Lituanie).
- Champion de France Espoirs du 50 km Marche en 4 h 4 min 13 s (Record de France, le 25/10/2009).